# Měděné rudy

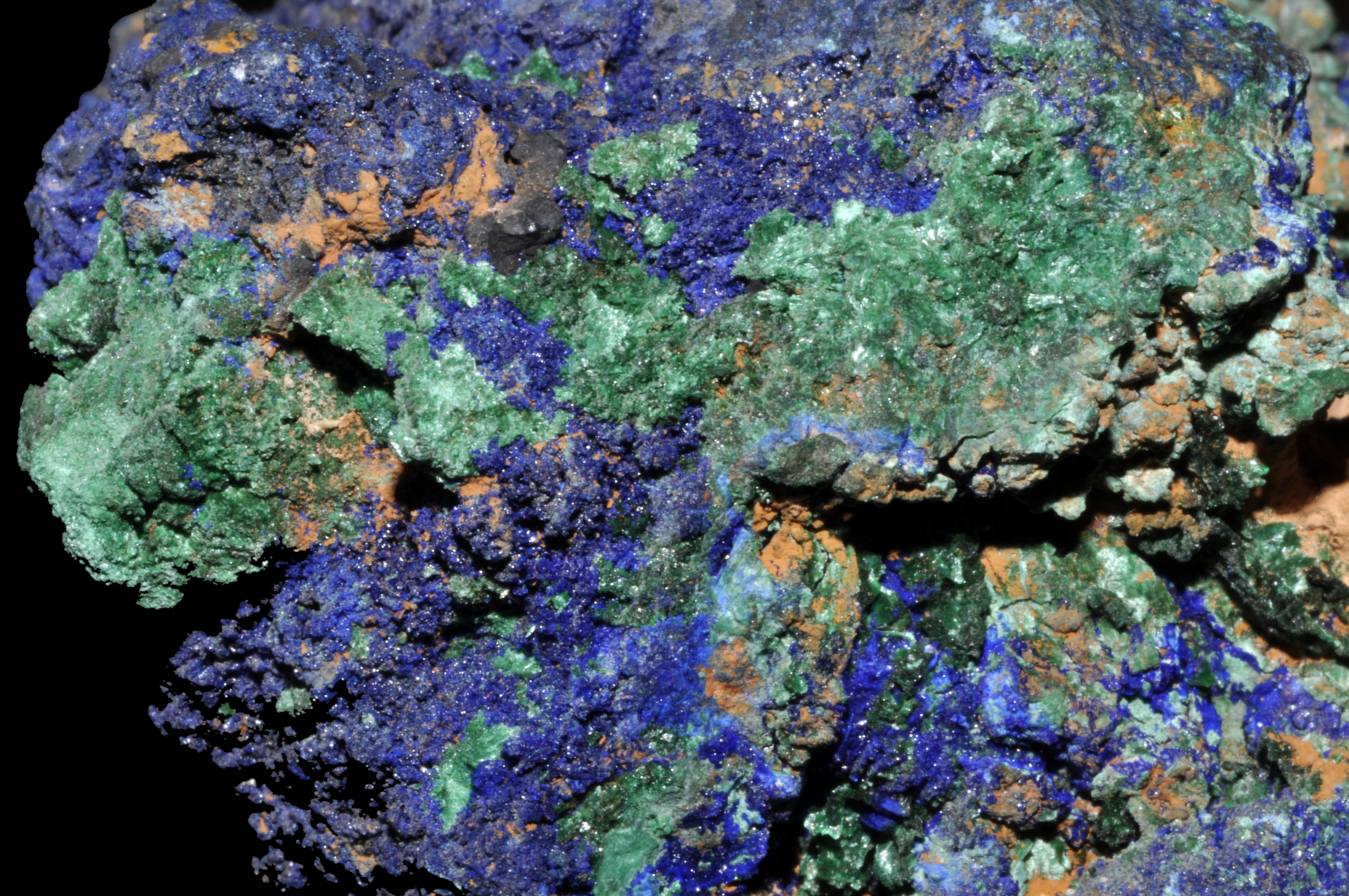
Měděná ruda

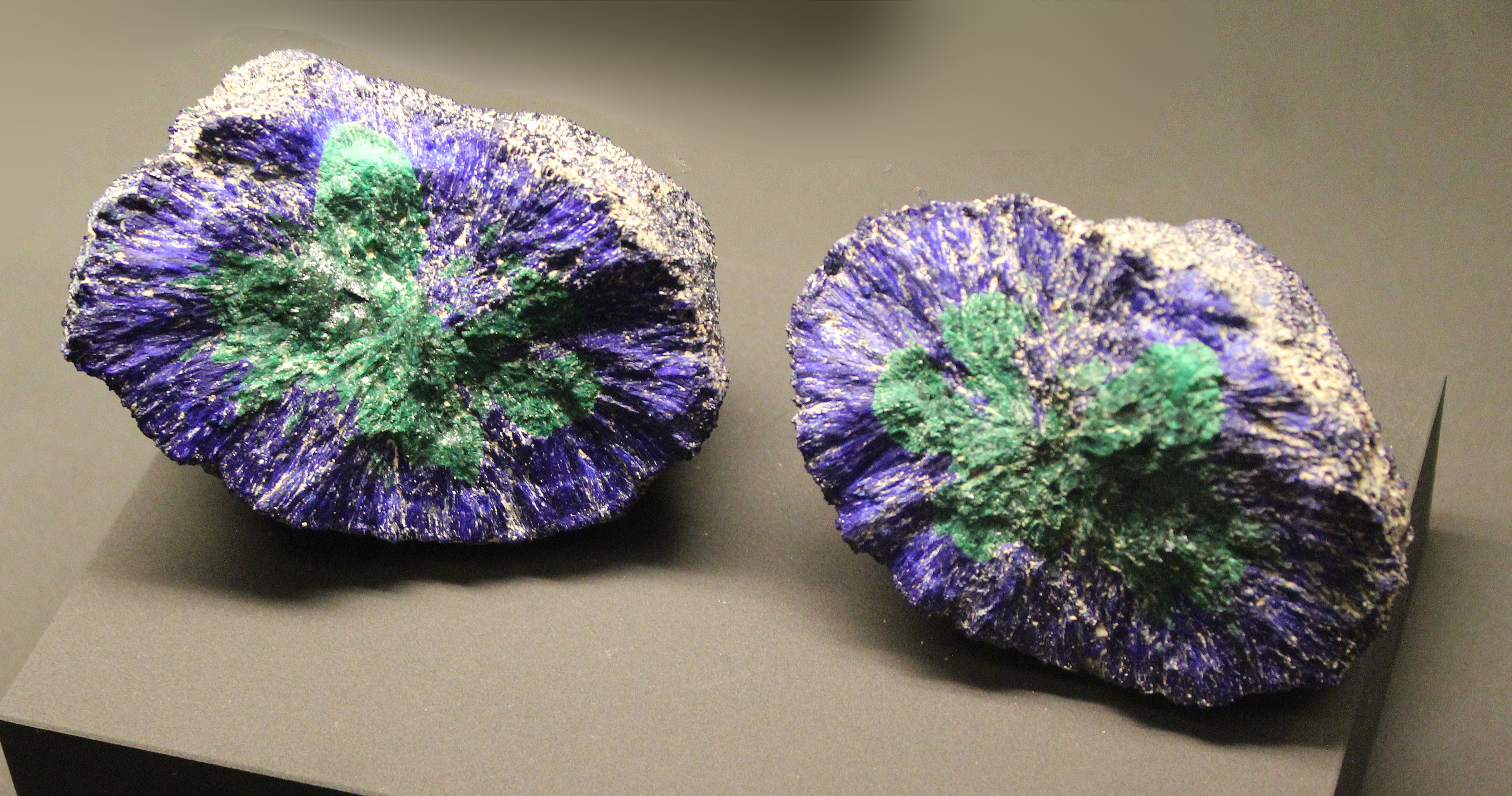
Malachit a azurit se často vyskytují společně.

Měděné rudy jsou minerály (nebo horniny) ve kterých se vyskytuje měď (případně s dalšími nerostnými surovinami) v dostatečném množství, aby byla její těžba ekonomicky návratná.
Měď je pro lidstvo významným kovem už od eneolitu a stále má široké uplatnění. Díky dobré elektrické vodivosti se hojně využívá v elektrotechnice, tepelné vodivosti mědi se využívá při výrobě ohřívačů a chladičů, je také důležitým materiálem pro ražbu mincí. Důležité jsou slitiny mědi (bronz, mosaz, tombak) a měděné plechy se používají jako krytiny.

## Počátky těžby a zpracování
Jak již bylo řečeno, člověk začal používat měď jako jeden z prvních kovů. Nejstarší doklady o tavení tohoto kovu pocházejí z 3. tisíciletí ze severní Mezopotámie.  Těžila se na Kypru (odtud pochází její odborné jméno cuprum) již v období Římské říše. Český název pochází ze staré perštiny.

## Těžba v současnosti

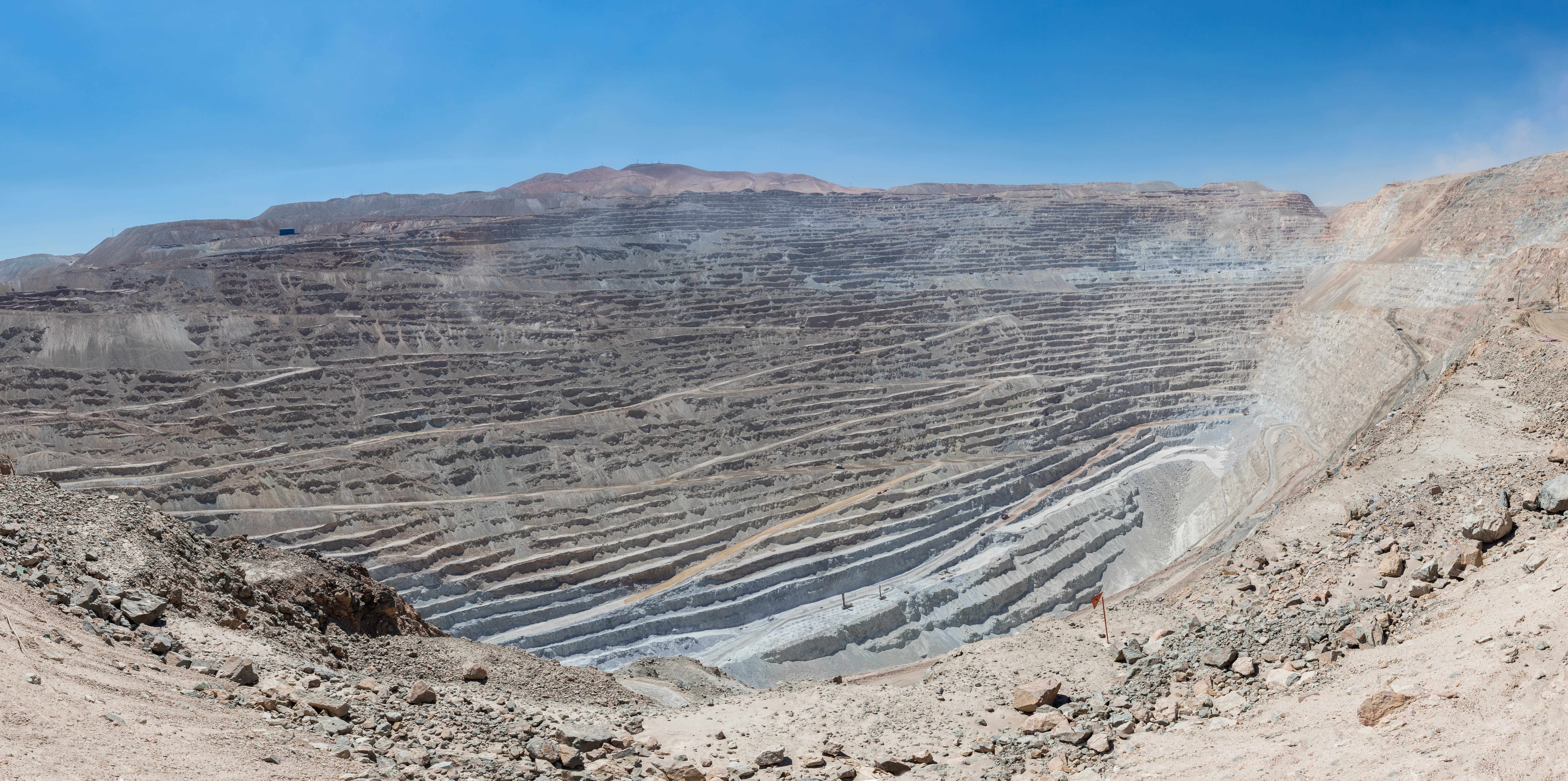
Důl Chuquicamata, Calama, severní Chile

Vzhledem k tomu, že poptávka po mědi ve světě v současnosti z dlouhodobého hlediska neklesá, mohou se těžit rudy s obsahem mědi až do obsahu 0,2% kovu, 90% mědi je těženo povrchově. Důležitým zdrojem mědi je recyklace, v roce 2011 tvořila 41% produkce rafinované mědi. Nejvíce světové produkce mědi odebírá Čína (cca 48%).
Země s největším podílem světové těžby mědi (s procentním podílem na světové těžbě):
- Chile (34%)
- Peru (8%)
- ČLR (7%)
- Spojené státy americké (7%)
- Austrálie (6%)
- Indonésie (5%)
- Zambie (5%)
- Kanada (3%)
- Polsko (3%)
- Kazachstán (2%)
- Mexiko (1%)
- ostatní země (14%)

## Výskyt měděných rud
Měď nepatří mezi prvky, které by se vyskytovaly v zemské kůře v hojném množství, nicméně měděných rud je mnoho různých. Nejčastěji se vyskytuje v sloučeninách se sírou a kyslíkem, malachit a azurit jsou zásadité uhličitany. Vzhledem k tomu, že měď je ušlechtilý kov, může se vyskytovat i ryzí (čistá).
Význam mají jak hydrotermální ložiska, kde se měď vyloučila z horkých roztoků, tak metasomatická ložiska. Dalším, a neméně významným, druhem ložisek jsou tzv. porfyrová. Nazývají se tak proto, že měděné rudy jsou rozptýleny v hlubinných vyvřelinách, nejčastěji v žulových porfyrech. Mají sice menší obsah rud, ale jsou obrovská. Největší ložiska tohoto typu se nachází v Arizoně (USA) a Kazachstánu.

## Měděné rudy
Zde je tabulka se základními informacemi o jednotlivých minerálech obsahujících měď. Podrobnější informace naleznete v článcích o jednotlivých minerálech.
| Název rudy  | chemický vzorec | krystalografická soustava  | hustota v g/cm³ | přibližný obsah mědi   | místo výskytu v ČR                                                                                  | výskyt ve světě | další informace |
| ----------- | --------------- | -------------------------- | --------------- | ---------------------- | --------------------------------------------------------------------------------------------------- | --- | --- |
| ryzí měď    | Cu              | krychlová                  | 8,94            | místy až 100%          | Vrančice, Příbramsko; Borovice, západní Morava; Studenec u Lomnice n. Polelkou; Vrchoslav, Plzeňsko | Keewenaw Point, Michigan, USA*; a další *Toto ložisko je velice velice vydatné. Žíly dosahují mocnosti až 10 m, a některé kusy čisté mědi ve skále váží až 150 tun. | Ložiska ryzí mědi v ČR jsou spíše vzácností především s vědeckým a sběratelským významem. |
| Kuprit      | Cu2O            | krychlová                  | 6,14            | až 88,8%               | Běloves, Náchodsko; Horní Kalná, Libštát, Studenec, Podkrkonoší                                     | Francie; Slovensko; Kazachstán; Arizona, USA; Chile a další | Vzniká jako produkt oxidace sulfidů mědi. Nachází se také v sedimentárních rudách permského stáří. |
| Chalkocit   | Cu2S            | nejčastěji kosočtverečná   | 5,8             | až do 79,9%            | Vrančice u Milína; Horní Vernéřovice; Horní Kalná                                                   | Anglie; Španělsko; Rusko; DR Kongo; Arizona, Utah, Montana, Alaska, USA a další                                                                                     | vzniká z hydrotermálních roztoků, na povrchu bývá vlivem chemického zvětrávání pokryt malachitem nebo azuritem. |
| Bornit      | Cu5FeS4         | kosočtverečná              | 5,3 - 4,9       | 63,3% (jiný zdroj 56%) | Vrančice u Milína; Jáchymov; Cínovec;                                                               | Anglie; Německo; Francie; Švédsko; Polsko; JAR; Montana, Connecticut, Arizona, USA; Chile; Mexiko; Kazachstán; Rusko a další                                        | Původ má magmatický, sedimentární, metamorfní i hydrotermální. Těží se povrchově. |
| Covellin    | CuS             | hexagonální (šesterečná)   | 4,58            | 66,4%                  | Horní Vernéřovice                                                                                   | Montana, Alaska, Arizona, USA; Namibie; Srbsko; Španělsko a další                                                                                                   | Vzhledem k vzácnému výskytu se jako měděná ruda netěží, nicméně díky indigově modré barvě je významný ze sběratelského hlediska.                                                                                               |
| Chalkopyrit | CuFeS2          | čtverečná                  | 4,25            | 35%                    | Horní Slavkov; Příbram; Cínovec; Krupka; Zlaté hory                                                 | Slovensko; Německo; Španělsko; Rusko; Spojené království; USA; Chile a další                                                                                        | Nejrozšířenější měděná ruda se těží povrchově. Obsahuje také 30% Fe, přesto se jako železná ruda nedobývá.Často se vyskytuje s dalšími sulfidy, například s galenitem, nebo sfaleritem.                                        |
| Bournonit   | PbCuSbS3        | kosočtverečná              | 5,83            | 13%                    | Kutná Hora; Příbram                                                                                 | Slovensko; Rumunsko; Spojené království; USA; Bolívie; Čína a další                                                                                                 | Polymetalický minerál (obsahuje více kovů a polokovů) vzniká z hxdrotermálních roztoků. Obsahuje 42,5% Pb, 25% Sb a 19,5% S. Protože všechny tyto prvky dnes mají své průmyslové využití, je výhodným zdrojem surovin.         |
| Malachit    | Cu2(OH)2CO3     | monoklinická (jednoklonná) | 3,9             | 57%                    | Příbram; Podkrkonoší; vrch Mědník                                                                   | Rusko; DR Kongo; Namibie; Mexiko; Wales; Arizona, USA a další | Přestože se malachit a azurit většinou jako ruda mědi nevyužívají, jsou pro těžbu významné. Nacházejí se v místech zvětrávání jiných měděných rud, často při povrchu, čímž na ložisko upozorňují. Často se vyskytují společně. |
| Azurit      | Cu3(CO3)2(OH)2  | monoklinická (jednoklonná) | 3,83            | 55%                    | Cínovec; Podkrkonoší; Český Brod                                                                    | Rusko; Arizona, USA; Namibie; Izrael; Slovensko | Azurit vzniká další hydratací malachitu, naopak malachit může vznikat vysoušením azuritu. Oba minerály slouží již několik staletí jako ozdobné kameny, ve špercích, amuletech, k výrobě barviv atp.                            |